# 葉利尼亞
54°34′N 33°10′E / 54.567°N 33.167°E
葉利尼亞（羅馬化：Yel'nya）是俄羅斯斯摩棱斯克州東南部的一個城市，坐落於傑斯納河畔。2002年人口10,798人。
1150年首見於文獻，1776年建市。